# Strahlmühle
In Strahlmühlen (auch Luftstrahlmühlen genannt) werden Teilchen in einem Gasstrom vermahlen, ohne hierbei mechanische Werkzeuge wie z. B. schnelllaufende Rotore einzusetzen. Die Zerkleinerung der Partikel erfolgt über die durch das Mahlgas eingebrachte Energie.
Meist wird dabei komprimierte Luft als Mahlgas benutzt, seltener Edelgase wie z. B. Argon. Für die Vermahlung unter inerten Bedingungen kann Stickstoff verwendet werden. Auch der Einsatz von überhitztem Wasserdampf ist möglich und wird für spezielle Anwendungen genutzt. 
Das Prinzip der Strahlvermahlung wird generell überall dort eingesetzt, wo eine Feinstzerkleinerung des Mahlguts vonnöten ist. Eine Strahlmühle zerkleinert trockene und sehr harte Stoffe auf Feinheiten im Bereich von 0,1–100 Mikrometer. Der übliche Arbeitsbereich liegt im Gebiet unterhalb von 10 Mikrometern.

## Funktionsweise
Das Mahlgas wird durch spezielle Düsen so stark beschleunigt, dass die jeweiligen Teilchen mitgerissen werden und wieder aufeinandertreffen. Die Produktpartikel zerkleinern sich hauptsächlich autogen und damit auch ohne nennenswerten Verschleiß an Mahlwerkzeugen, weswegen dieses Mahlprinzip besonders zur effizienten Zerkleinerung von sehr harten Materialien geeignet ist. 
Nach der Mühle erfolgt die Trennung des feinen Mahlgutes von dem eigentlichen Mahlgas in einem der Mühle nachgeschalteten Zyklonabscheider bzw. einem Staubfilter.

## Einsatzgebiete
Strahlmühlen werden zum Beispiel bei der industriellen Herstellung von Pulvern wie Aluminiumoxid, Al2O3, als einer Grundlage für moderne Keramiken verwendet. Aber auch in zahlreichen anderen Anwendungen wird diese Mühlenart eingesetzt.
Mit einer Strahlmühle erhält man eine kontrollierte Teilchenverteilung bei minimaler Kontamination. Abhängig von der Bauart kann die Mahlkammer so ausgeführt sein, dass die Wechselwirkung mit der Wand möglichst gering ausfällt. Aus diesem Grund eignet sich eine solche Mühlenkonstruktion auch besonders gut für die Herstellung von Medikamenten, wie zum Beispiel von Antibiotika. Weitere typische Einsatzgebiete sind neben pharmazeutischen Wirkstoffen, wie Sulfonamine oder Salicylsäure, auch die Herstellung von Pestiziden, Mineralmehlen, von Talk oder von Silicium für die Halbleitertechnik. Die üblichen Mahlmengen solcher Mühlen liegen zwischen 50 Gramm bis über 1000 kg Mahlgut pro Stunde.

## Bauarten
Strahlmühlen sind in den unterschiedlichsten Bauarten im Einsatz und können nach dem Ort der Teilchenbeschleunigung (Strahlrohr, Injektor, Freistrahl) und dem Ort des Teilchenstoßes (im Freistrahl, im Fokus gegeneinander gerichteter Strahlen, an einer Prallplatte) unterschieden werden. Die meisten Strahlmühlenbauarten weisen einen integrierten Windsichter auf, der statisch oder dynamisch ausgebildet sein kann, oder sie werden im Kreislauf mit einem externen Windsichter betrieben. Beispiele bekannter Bauarten sind:
- die Majac Gegenstrahlmühle (Beschleunigung im Injektor, Zerkleinerung im Gegenstrahl, semi-integrierter Windsichter),
- die Finnpulva SP Gegenstrahlmühle (Beschleunigung im Strahlrohr, Zerkleinerung im Gegenstrahl, externer Windsichter),
- die NPK I-mill (Beschleunigung im Injektor, Zerkleinerung an der Prallplatte),
- die Spiralstrahlmühle
- die Ovalrohrstrahlmühle (Beschleunigung im Freistrahl, Zerkleinerung im Einzelstrahl, integrierter statischer Windsichter) und
- die Fließbettgegenstrahlmühle (Beschleunigung im Freistrahl, Zerkleinerung im Einzel- sowie im Gegenstrahl, integrierter dynamischer Windsichter).

Am häufigsten eingesetzt werden die Spiralstrahlmühle sowie die Fließbettgegenstrahlmühle.